# Huntington Station
Huntington Station es un lugar designado por el censo (o aldea) ubicado en el condado de Suffolk en el estado estadounidense de Nueva York. En el año 2000 tenía una población de 29,910 habitantes y una densidad poblacional de 2,126.3 personas por km². Es uno de los vecindarios de Long Island, en el condado de Suffolk, con una población hispana considerable.

## Geografía
Huntington Station se encuentra ubicado en las coordenadas 40°50′41″N 73°24′27″O / 40.84472, -73.40750. Según la Oficina del Censo, la ciudad tiene un área total de 14,1 km² (5,4 mi²), de la cual 14,1 km² (5,4 mi²) es tierra y 0 km² (0 mi²) (0%) es agua. 

## Demografía
Según la Oficina del Censo en 2007 los ingresos medios por hogar en la localidad eran de $73,875, y los ingresos medios por familia eran $82,698. Los hombres tenían unos ingresos medios de $43,349 frente a los $32,935 para las mujeres. La renta per cápita de la localidad era de $23,689. Alrededor del 11.2% de la población estaban por debajo del umbral de pobreza.